# Rebecca Herbst
Rebecca Herbst (Encino, Califórnia, 12 de Maio de 1977) é uma atriz estadunidense, mais conhecida por seu trabalho como Elizabeth Webber na soap opera General Hospital.

## Biografia

### Vida pessoal
Herbst nasceu em Encino, Califórnia em 12 de Maio de 1977, filha de Debbie e Wayne Herbst, e irmã de Jennifer. Quando tinha 6 anos, Rebecca contou a sua mãe que queria aparecer na televisão.
Ela se casou com a co-estrela de General Hospital, Michael Saucedo, em Junho de 2001. Dessa união nasceram dois filhos, Ethan e Ella Bailey. Rebecca não é parente de Rick Hearst, cujo nome de batismo é Richard Charles Herbst, apesar de seus últimos sobrenomes serem os mesmos.

### Carreira
Ainda cedo começou sua bem-sucedida carreira de atriz, com a participação em mais de 60 comerciais exibidos nacionalmente e um papel de coadjuvante/secundária no seriado LA Law da NBC, em poucos anos a atriz ganhou papéis pequenos em séries e filmes como Beverly Hills, 90210 e Why Me?, respectivamente. Posteriormente, vieram outras participações especiais em seriados como Sister, Sister e Boy Meets World, mas a fama só chegou quando ela participou da soap opera Days of Our Lives como Dana Winthrop, a partir daí, Herbst se fixou no Daytime e conseguiu em 1997 um papel em General Hospital como Elizabeth Webber, personagem que ainda marca sua carreira.

## Filmografia

### Televisão
- 2008 General Hospital como Elizabeth Webber
- 1999 Hefner: Unauthorized como Barbi Benton
- 1997 Brotherly Love como Kristen
- 1996 Days of Our Lives como Dana Winthrop
- 1996 Space Cases como Suzee
- 1995 Sister, Sister como Muffy
- 1995 Donor Unknown como Danielle Stillman
- 1995 Boy Meets World como Jill Hollinger
- 1995 Step by Step como Shelley
- 1993 Beverly Hills, 90210 como Filha de Brower
- 1990 Kaleidoscope como Emily
- 1986 LA Law como Jennifer Simmons

### Cinema
- 1994 Shrunken Heads como Sally
- 1990 Why Me? como Barbara
- 1983 O GUERREIRO INVENCIVEL
- 1980 TUDO POR AMOR